# Taiji Bailong Ball
Taiji Bailong Ball (chinesisch 太極白龍球 / 太极白龙球, Pinyin Tàijí Bái Lóng qiú, „Taiji-Ball des Weißen Drachen“, in China chinesisch 太極柔力球 / 太极柔力球, Pinyin Tàijí Róulìqiú, „Taiji-Ball mit elastischer Kraft“ genannt) ist eine moderne, aus China stammende Sportart, die in ihrer Philosophie und in den Bewegungen den Prinzipien des Taijiquan folgt. Gespielt wird mit Racket und Ball im Mehrspieler- oder Einzelspielermodus. Taiji Bailong Ball verbindet den Spielgedanken von Ball-/Rückschlagsportarten mit dem Geist und der gesundheitlichen Wirkung der traditionellen Bewegungskünste.

## Das Spiel
Beim Taiji Bailong Ball benutzt man ein besonderes, mit einer Gummifläche bespanntes Racket und spielt mit einem nichtspringenden, teils mit Sand gefüllten Ball.
Spielt man Taiji Bailong Ball als Einzelspieler (Soloplay), wird der Ball mit dem Racket kreisend und ohne Unterbrechung um sich geführt. Die Bewegungen gleichen und folgen den Prinzipien von elementaren Taiji-Bewegungen. Der Ball wird demnach durch geschickte ganzheitliche Körperbewegungen, innerliche Kraft und verschiedene elastische Handtechniken geführt. Die Bewegungen können zu Musik variabel als Tanzform oder Übungsabfolge wie die Formen des Taijiquan choreographiert werden.
Eine weitere Spielmöglichkeit ist das Spielen mit einem oder mehreren Partnern gegeneinander und miteinander (Multiplay). In diesen Varianten sind Ähnlichkeiten mit Ballsportarten wie Tennis oder Badminton zu erkennen. Taiji Bailong Ball unterscheidet sich jedoch in einem wesentlichen Punkt von den bekannten „Rückschlag“-Ballsportarten. Der Ball wird nicht durch lineares Schlagen zum Mitspieler zurückgespielt, sondern zuerst „entschärft“, indem man ihn mit dem Racket in seiner Flugbahn begleitend aufnimmt. Anschließend wird der Schwung genutzt, um den Ball in einer dynamischen, kreisförmigen Bewegung zurück in Richtung der Mitspieler zu dirigieren. Möchte man den Ball also „fortbewegen“, so geschieht dies durch Ziehen, Führen, Leiten und Umdirigieren.
In Europa werden Meisterschaften derzeit in folgenden Disziplinen ausgetragen: Soloplay als Basisform, Standardform und Freestyle; Multiplay Gegeneinander Einzel oder Doppel, und Multiplay Miteinander.
Taiji Bailong Ball wird auch von körperlich behinderten Menschen und in allen Altersgruppen gespielt.

## Erfinder und Namensgebung
Der Name Taiji Bailong Ball stammt von Bai Rong, der diese Sportart entwickelt hat. In der Tradition kommt es oft vor, dass Gelehrte aus Bescheidenheit ihren Veröffentlichungen nicht ihren wahren Namen mitgeben. Dem ist auch Bai Rong gefolgt. „Bailong“ bedeutet „Weißer Drache“. „Long“, der Drache, bewegt sich der Legende nach fliegend und schwimmend. Er steht für elastische und spiralförmige Bewegungen, die ebenfalls die Grundlage des Ballspiels darstellen. Des Weiteren steht der Drache für die chinesische Nation. Dem Westen wird nach der Fünf-Elemente-Lehre die Farbe Weiß („Bai“) zugeordnet. Somit stellt bereits die Namensgebung eine Verbindung zwischen der chinesischen Nation und der westlichen Bevölkerung her. Vergleicht man die Aussprache des Namens des Erfinders mit der der Sportart, so klingen diese ähnlich, wobei Bai Rong die Baumart „Weißer Ficus benghalensis“ bezeichnet.

## Entwicklung in China
Die chinesische Erziehungskommission und Sportkommission hat nach eingehenden Untersuchungen und Prüfungen die Sportart Taiji Bailong Ball als „sehr wertvoll“ bewertet und anerkannt. 1994 wurde Taiji Bailong Ball durch weitere Arbeitsgruppen des chinesischen Erziehungsministeriums und der Hochschulsport-Leitungskommission begutachtet. Diese deklarierten es als „besonders empfehlenswert bei der Begleitung von Schülern/Studenten in Bezug auf deren physischen und psychischen Entwicklung“. Es wurde empfohlen „die Sportart als eine unterrichtsbegleitende Freizeitsportart einzuführen“ und in Schulen/Ausbildungsstätten mit bestimmten Voraussetzungen und Möglichkeiten „in den Lehrinhalt der Sportunterrichtsstunden zu integrieren, um im nächsten Schritt diese Sportart schul- und länderübergreifend als Turnierdisziplin einführen zu können“.
Die Zahl der Übenden in China wird im Jahr 2006 auf ca. 2 Mio. geschätzt.

## Entwicklung in Deutschland
Im Januar 2005 wurde Taiji Bailong Ball durch die Vereinsgründung der Taiji Bailong Ball Association e. V. (TBBA) in Deutschland eingeführt. Diese gemeinnützige Vereinigung hat sich zum Ziel gesetzt, die von Bai Rong erfundene Sportart in Deutschland und Europa zu popularisieren. 2021 wurde diese in die Taiji Bailong Ball Federation e. V. (TBBF) überführt. Der Verband ist in 13 Staaten in Europa und Amerika aktiv.